# بتاتر
تقع بتاتر في قضاء عاليه أحد أقضية محافظة جبل لبنان، هذه المحافظة هي واحدة من ثمان محافظات يتشكل منها لبنان إدارياً. 
تبعد بتاتر 30 كلم (18.642 ميل) عن بيروت عاصمة لبنان. وترتفع 1010 م (3313.81 قدم - 1104.536 يارد) عن سطح البحر 
وتمتد على مساحة 995 هكتاراً (9.95 كلم²- 3.8407 ميل²).
شهدت بتاتر اقبالاً كبيرا مؤخراً من المصطافين الذين توجهوا للتنعم بربوعها من بيروت والمناطق وكذلك من الرعايا الخليجيين الذين لهم مشاريع عديدة فيها. 
تمتاز بتاتر لطقسها المعتدل صيفاً، وبرقيها البارد نسبياً في الشتاء، وعادة ما تزين ربوعها الثلوج مرات عديدة خلال فصل الشتاء.

## عائلات بتاتر
غريزي إحدى أكبر العائلات فيها ثم 
```
-أبومجاهد- ال مرعي - خويص - العسراوي - عبد الخالق - عبد الباقي -علم الدين - عبد الملك - حامد- أسطفان - الهبر - خاطر - شكاي - أبو عبسي - لطوف - السبع -حاتم - حداد
```

### مقر لأقطاعية الجرد
كانت بلدة بتاتر مركزاً لأقطاعية الجرد التي كانت تضم منطقة الجرد والشوف السويجاني والعرقوب وكان تتراسها عائلة ال عبد الملك أنذاك.

#### بتاتر احتضنت أول معمل حرير في لبنان
في سنة 1841، بنى بروسبير ونقولا وجوزف وأنطوان فورتوني بورتاليس أول معمل لحل الشرانق وغزل الحرير (كرخانة) في بلدة بتاتر في منطقة الشوف. أحضروا آنذاك من فرنسا مجموعات من الغزّالات المحترفات لتدريب الفتيات (العاملات). كانت هذه أول مرة تغادر فيها المرأة بيتها للعمل. ممّا أحدث ثورة اجتماعية في هذه البيئة الريفية التقليدية. في كتابه «صناعة الحرير في سوريا ولبنان» الصادر في سنة ٬1912أحصى غاستون ديكوسو٬ قنصل فرنسا في بيروت٬ 183 كرخانة. من المهم أن نذكر حركة نقل الشرانق والحرير ما بين مرفأ بيروت ومرفأ مرسيليا. لقد تمّ على أثرها تأسيس شركات النقل البحرية في لبنان. كذلك كان الأمر، بالنسبة للقروض التي كانت تعطى للسماسرة والتجار الذين كانوا يرغبون في شراء المحاصيل من المزارعين.

## أعلام
- ناصر الدين عبد الملك (1820 - 28 يناير 1894) سياسي ومن مشايخ آل عبد الملك.
- فؤاد عبد الملك (1878 - 1954) سياسي لبناني في عهد سقوط الدولة العثمانية.
- نجيب عبد الملك (1887 - 1923) سياسي ومحامي.
- نينا عبد الملك (25 سبتمبر 1992) مغنية.
- نجيب العسراوي (1 يناير 1891 - أكتوبر 1987) صحفي وناشط سياسي وكاتب لبناني - برازيلي.